# Figyelő (folyóirat, 1905)
Osvát Ernő 1905-ben  Fenyő Miksával együtt megalapította a Figyelő című irodalmi folyóiratát.  Nem kapcsolódott a korábbi azonos nevű magyar irodalmi folyóiratokhoz.
A lap írógárdáját a Magyar Géniusztól elpártolt írók adták. Ady Endre, Kafka Margit és Gellért Oszkár több versét közölte és Kosztolányi Dezsőnek is jelentek meg itt írásai.
Osvát Ernőnek anyagi gondjai  támadtak és a lap 11 szám után, részben esztétikai-szakmai viták következtében, megszűnt.
Ez a rövid életű havi szemle a későbbi Nyugat előfutára volt, hiszen legjelentősebb írói itt csoportosultak először.

## Egyéb irodalom
- Figyelő 1905 In: Nyugat repertórium, Akadémiai Kiadó, Budapest, 1959 (Irodalomtörténeti bibliográfiák 1.)